# Morkhovenia
Morkhovenia is een geslacht van kreeftachtigen uit de klasse van de Ostracoda (mosselkreeftjes).

## Soorten
- Morkhovenia cuneola (Brady, 1890) Mckenzie, 1986
- Morkhovenia hingstoni McKenzie, Reyment & Reyment, 1990
- Morkhovenia rimosa Hu, 1981 †